# 摩天楼のヒロイン
『摩天楼のヒロイン』（まてんろうのひろいん）は、1973年にリリースされた、南佳孝の1stオリジナル・アルバムである（LP：3A-1005）。SOLIDレーベルより2018年8月8日に「デラックス・エディション」（CDSOL1816）と銘打って5曲のボーナス・トラックを追加して再発され、2020年7月8日に同じ内容で「45周年記念盤」（UVPR30038）と銘打たれ廉価版が発売された。

## 解説
シングルは、「おいらぎゃんぐだぞ/眠れぬ夜の小夜曲」が収録されている。
プロデューサーの松本隆とは会ったその日にアルバム制作の話が持ち上がった。「ある時、練習スタジオに松本隆が遊びに来て『何かアルバムを作ろうか』という話から始まったんです」「70年代の初めはフォークソング全盛期だったので、それとは違うポップで都会的なものをやろうという感じでした」「“一本の映画みたいなアルバム作ろうか”。すぐそんな話になったね」。ジャケットのアイデアは松本隆、写真は井出情児。

## 収録曲
作詞：（注記以外）松本隆、全作曲：南佳孝
- Rhythm Arranger：松本隆・矢野誠
- Strings & Brass Arranger：矢野誠

### Side:A
1. おいらぎゃんぐだぞ（アルバム・バージョン） 
　1stシングル。78年に佐藤奈々子がカバー。
2. 弾丸列車
3. 吸血鬼のらぶしいん
4. ここでひとやすみ
5. 眠れぬ夜の小夜曲 
（作詞：南佳孝　補作詞：松本隆）
6. 勝手にしやがれ

### Side:B
1. 摩天楼のヒロイン
2. 夜霧のハイウェイ
3. 春を売った女
4. ピストル
5. 午前七時の悲劇

## 摩天楼のヒロイン＋5
SOLIDレーベルより再発された「デラックス・エディション」・「45周年記念盤」は上記の11曲に以下の5曲が追加されている。
1. おいらぎゃんぐだぞ（シングル・バージョン）
2. ピストル（ライヴ・ヴァージョン）
3. 眠れぬ夜の小夜曲（ライヴ・ヴァージョン）
4. 弾丸列車（ライヴ・ヴァージョン）
5. 勝手にしやがれ（ライヴ・ヴァージョン）

## 参加ミュージシャン
- ドラム：林立夫・松本隆
- ベース：小原礼・細野晴臣
- エレクトリック・ギター：鈴木茂
- リズムギター：南佳孝
- ドブロ・ギター, スティール・ギター：駒澤裕城
- ピアノ：南佳孝・矢野誠
- エレクトリックピアノ：矢野誠
- モーグⅢC：矢野誠
- ヴァイオリン・ソロ：武川雅寛
- アルト・サクソフォーン・ソロ：村岡建
- ボンゴ, コンガ：Shindo Taisuke・松本隆
- バック・コーラス：The Moon Heroes